# Control Data Corporation
Control Data Corporation (CDC) blev grundlagt i 1957 og var en af de ni større computer selskaber i USA igennem det meste af 1960'erne; de andre var IBM, Burroughs Corporation, DEC, NCR, General Electric, Honeywell, RCA og UNIVAC. CDC var dengang velkendt og høj estimeret i hele industrien. I det meste af 1960'erne arbejdede Seymour Cray ved CDC og udviklede en serie af maskiner som dengang var de hurtigste computere i verden. I 1970'erne forlod Cray CDC og grundlagde Cray Research (CRI).
I 1988 begyndte CDC at forlade computerfremstilling og solgte dele af virksomheden fra, en proces som blev fuldendt i 1992 med dannelsen af Control Data Systems, Inc. Det tilbageværende af CDC bliver til Ceridian.